# Mihael Psel
Mihael Psel (starogrško Μιχαήλ Ψελλός: Mihael Psellos), bizantinski književnik, filozof, politik in zgodovinar, * okoli 1017, verjetno Bizanc, Bizantinsko cesarstvo, † po 1078.

## Življenje
Glavni vir podatkov o Pselovem življenju so njegova dela, ki vsebujejo obsežne avtobiografske odlomke. Mihaelova družina je bila po poreklu iz Nikomedije (danačnji İzmit) in je spadala v družbeno elito. Mihael je bil krščen za Konstantina. Ime Mihael je dobil kasneje, ko je vstopil v samostan, priimek Psel (psellos, jecljavec) pa je dobil verjetno zaradi govorne napake. 
Šolal se ja v Bizancu. Ko je imel približno deset let, je postal zapisnikar pri podeželskem sodniku, da bi s tem pomagal družini pri zbiranju denarja za sestrino doto. Ker je sestra umrla, se je vrnil v Bizanc in nadaljeval šolanje. Med študijem pri Ivanu Mauropu je spoznal kasnejša patriarha Konstantina Leihuda in Ivana Ksifilina ter kasnejšega cesarja Konstantina X. Dukasa (1059–1067). Med študijem je nekaj časa spet delal na deželi, tokrat kot sodnik. Malo pred letom 1042 se je vrnil v Bizanc, kjer je dobil v državni pisarni manj pomembno službo pisarja (ὑπογραμματεύς), potem pa se je začela njegova strma politična kariera. Postal je vpliven politični svetovalec cesarja Konstantina IX. Monomaha (1042–1054) in vodilni profesor na novoustanovljeni akademiji v Bizancu s častnim naslovom "konzul filozofov" (ὕπατος τῶν φιλοσόφων).
Proti koncu Monomahovega vladanja se je znašel pod velikim političnim pritiskom, zato je leta 1054 zapustil dvor in odšel v samostan Olimp v Bitiniji. Po Monomahovi smrti ga je njegova naslednica cesarica Teodora (1055-1056) kmalu poklicala nazaj na dvor. Naslednjih nekaj let se je aktivno ukvarjal s politiko kot visok politični svetovalec več cesarjev. Igral je pomembno vlogo pri prenosu oblasti z Mihaela VI. Stratiotika na Izaka I. Komnena leta 1057, z Izaka Komnena na Konstantina X. Dukasa leta 1059 in z Romana IV. Diogena na Mihaela VII. Dukasa leta 1071. 
Med vladanjem Konstantina IX. je bil osebni učitelj njegovega sina Mihaela. Kasneje je igral pomembno vlogo pri Mihelovem boju za oblast, zato je verjetno pričakoval, da bo po Mihaelovem prihodu na prestol prišel do še višjega političnega položaja. Izgleda, da mu cesar Mihael le ni bil tako naklonjen, zato se je sredi 1070. let umaknil iz političnega življenja. Ker se njegova avtobiografija takrat prekine, ni nobenih zanesljivih podatkov, kaj se je z njim dogajalo kasneje. Nekateri poznavalci trdijo, da se je vrnil v samostan. Iz zapisov Pselovega sodobnika, zgodovinarja Ivana Zonara, nekateri poznavalci sklepajo, da je kmalu po padcu cesarja Mihaela VII. leta 1078 umrl.
Pismo, v katerem je Teofil Bolgarski obvestil Pselovega brata o Mihaelovi smrti, se je ohranilo. V njem piše: "Tvoj brat ni umrl, ampak je odšel k Bogu, odrešen bolezni in bolečin življenja."

## Pselova zgodovinska dela
Pselovo najbolj znano in najbolj razširjeno delo je Kronografija (Χρονογραφία), zgodovina bizantinskih cesarjev 11. stoletja. Kronografijaopisuje vladavine štirinajstih cesarjev in cesaric. Začenja se s skoraj petdeset let dolgim vladanjem Bazilija II. Bolgaroktona (Ubijalca Bolgarov, 976-1025) in se konča z vladanjem Mihaela VII. (1071-1078). Delo je napisano kot niz življenjepisov. V nasprotju z večino zgodovinskih del tistega časa, so v Pselovem delu mnogo bolj poudarjeni značaji cesarjev kot njihovi politični in vojaški dosežki. V delu so tudi zelo obširni avtobiografski vstavki, ki mnogo povedo o Pselovem političnem in intelektualnem razvoju in dajejo delu značilnosti političnih memoarjev. 
Kronografija je bila verjetno napisana v dveh delih. V prvem delu so bili življenjepisi cesarjev do Izaka I. Komnena, v drugem delu, ki je mnogo bolj spravljiv, pa so v glavnem slavospevi Pselovim trenutnim zaščitnikom, cesarjem iz dinastije Dukas. 

## Druga dela
Psel je napisal tudi več drugih del:
- Historia syntomos je kratek poučen zgodovinski tekst, ki je napisan kot kronika sveta.
- Veliko število znanstvenih, filozofskih in verskih razprav, med katerimi je najbolj znana De Operatione Daemonum (klasifikacija demonov). Ostala dela se ukvarjajo astronomijo, medicino, glasbo, pravoznanstvom, fiziko in laografijo.
- Razne poučne pesnitve s področja slovnice in retorike.
- Tri pogrebne govore (epitafe), ki so bili posvečeni patriarhom Mihaelu Kerulariju, Konstantinu III. Leihudu in Ivanu Ksifilinu.
- Pogrebni govor za svojo mater, ki vsebuje mnogo avtobiografskih podatkov.
- Več hvalnic, prepričevalnih govorov, tudi proti bogomilom in evhitom, in govorov, ki so bili naslovljeni na njegovega zaščitnika cesarja.
- Nekaj sto osebnih pisem.
- Retorične vaje in eseje na te teme.
- Priložnostne, satirične in epigramske verze.

## Osebnost
Mihael Psel je bil vsestransko izobražen in je slovel kot eden najbolj učenih ljudi svojega časa. Posebno ponosen je bil na to, da je v bizantinski sistem izobraževanja ponovno uvedel študij antične filozofije, predvsem Platona. Njegovo izredno nagnjenje so Platona in drugih poganskih filozofov je nekatere njegove sodobnike privedlo do dvomov v njegovo pravovernost, tako da se je moral v svojo obrambo javno izpovedati. Ponosen je bil tudi na svoje mojstrsko govorništvo, v katerem je modrost filozofa in dar prepričevanja združil v idealen model političnega voditelja in svetovalca. Moderni razlagalci ga imajo zaradi nagnjenja do dolgih avtobiografskih digresij za domišljavega in častihlepnega, tisti pa, ki ga gledajo skozi njegovo politično kariero in vsebino Kronografije, ga imajo zaradi očitnega nekritičnega odnosa do nekaterih cesarjev za servilneža in oportunista. Nekaj je tudi takih, ki vidijo v njegovih delih, posebno v Kronografiji, prikrito ironijo, ki posreduje zelo kritično in uničujoče sporočilo o portretiranih cesarjih ter bizantinski krščanski veri in morali. 

## Pseudo-Psellos
Nekoč so menili, da obstoja še en bizantinski pisatelj z istim imenom, Mihael Psel "starejši", ki ga zdaj imenujemo tudi Pseudo-Psellos. Živel naj bi v 9. stoletju na otoku Androsu, bil Fotijev učenec in učitelj cesarja Leona VI. Modrega. Mihaela Psela so zato nekateri avtorji imenovali "mlajši". Takšno mišljenje je temeljilo na zapisu v srednjeveški kroniki Σύνοψις Κεδρηνοῦ-Σκυλίτση, v kateri je omenjeno njegovo ime. Današnji strokovnjaki so prepričani, da je omemba njegovega imena napaka površnega prepisovalca in da "Mihael Psel starejši" nikoli ni obstojal.
Izraz Pseudo-Psellos sodobni strokovnjaki uporabljajo za opis avtorstva več kasnejših del, ki so jih že v bizantinskih časih pomotoma pripisali Pselu.

## Knjižne izdaje Pselovih del
- Chronographie ou histoire d'un siècle de Byzance (976-1077), Émile Renauld, 2 dela, Paris 1926/28 [standardna sodobna izdaja]
- Imperatori di Bisanzio (Cronografia), Salvatore Impellizzeri, 2 dela, Vicenza 1984 [nova kritična izdaja in italijanski prevod]
- Chronographia, E. R. A. Sewter, London 1953 [angleški prevod]
- Chronographia, Vrasidas Karalis, 2 dela. Atene 1992/96 [sodoben grški prevod]
- Vidas de los emperadores des Bizancio (Cronografia), Juan Signes Codoñer, Madrid 2005 [španski prevod]
- Autobiografia Encomio per la madre, Ugo Criscuolo, Neapelj 1989
- De omnifaria doctrina, Leendert G. Westerink, Utrecht 1948
- De operatione daemonum, Jean-François Boissonade, Nürnberg 1838, ponatis Amsterdam 1964
- "Éloge inédit du lecteur Jean Kroustoulas", Paul Gautier, Rivista di studi bizantini e neoellenici, n.s. 17-19 (27-29), 1980-1982: 119-147
- Epistola a Giovanni Xifilin, Ugo Criscuolo, Neapelj 1990
- Epistola a Michele Kerulario, Ugo Criscuolo, Neapelj 1990
- Historia Syntomos, Willem J. Aerts, Berlin 1990
- Orationes hagiographicae, Elizabeth A. Fisher, Stuttgart/Leipzig 1994
- Orationes panegyricae, Geoge T. Dennis. Stuttgart/Leipzig 1994
- Oratoria minora, Antony R. Littlewood, Leipzig 1984
- Orazione in memoria di Constantino Lichudi, Ugo Criscuolo, Messina 1983
- Philosophica minora I, John M. Duffy, Stuttgart/Leipzig 1992
- Philosophica minora II, Dominic J. O'Meara, Leipzig 1989
- Poemata, Leedert G. Westerink, Stuttgart/Leipzig 1992
- Scripta minora magnam partem adhuc inedita, v 2 delih, Eduard Kurtz, Franz Drexl, Milan 1936/41
- Essays on Euripides and George of Pisidia and on Heliodorus and Achilles Tatius, Andrew R. Dyck, Dunaj 1989
- Theologica I, Paul Gautier, Leipzig 1989
- Theologica II, Leendert G. Westerink in John M. Duffy, München/Leipzig 2002